# ズール (恐竜)
ズール（Zuul）は、モンタナのジュディスリバー累層から発見されている曲竜類アンキロサウルス科に属する恐竜の属の一つ。模式種はズール・クルリヴァスタトル（Zuul crurivastator）である。属名は映画『ゴーストバスターズ』に登場する同名のキャラクターにちなみ、種小名は｢脛を破壊する者｣を意味する。アンキロサウルス類では初となる完全な頭骨と尾椎の両方が知られており、これらは北米で最も完全なアンキロサウルス類の標本である。その標本は皮骨、ケラチン、皮膚痕を保存している。

## 説明

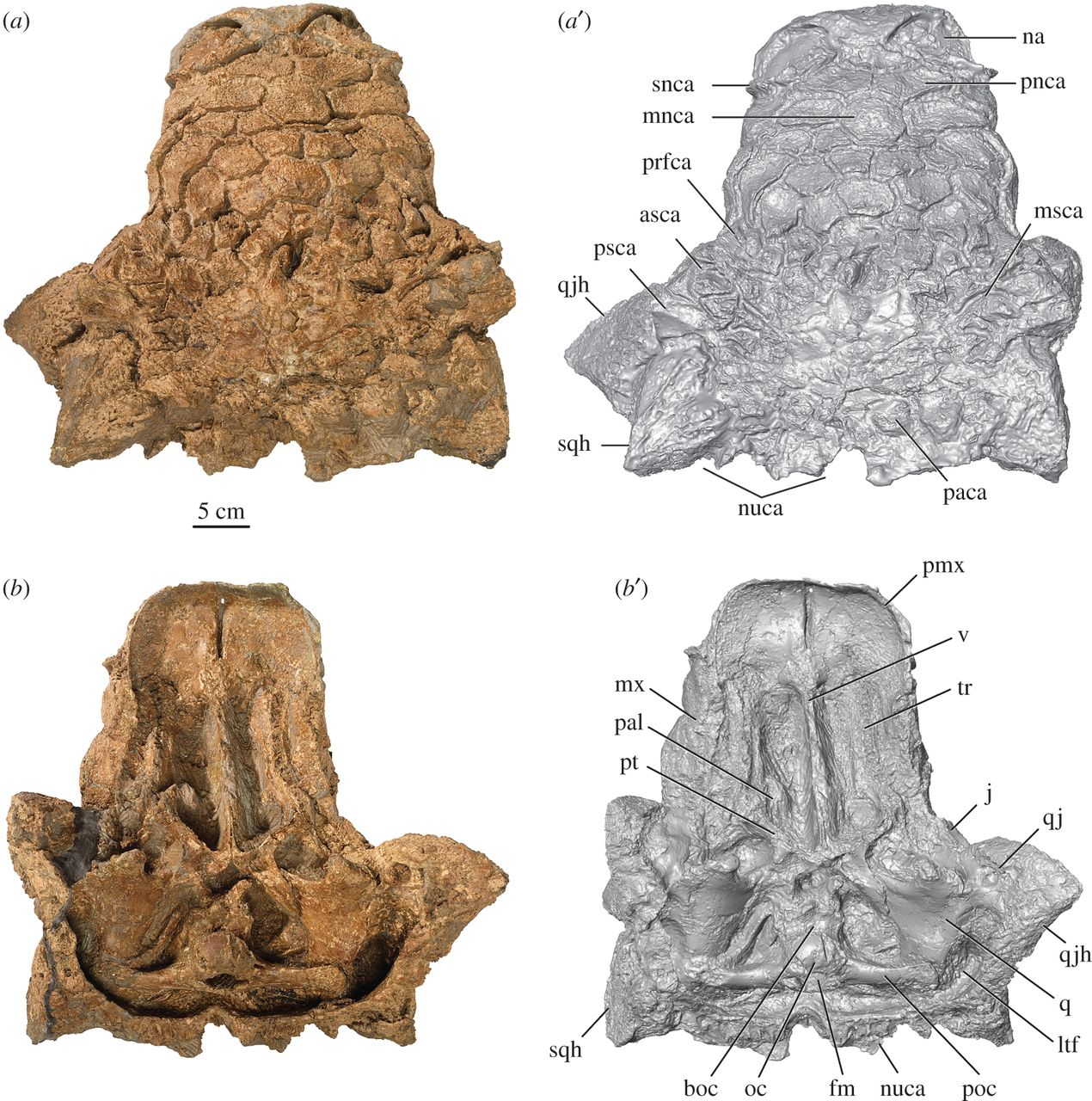
頭骨

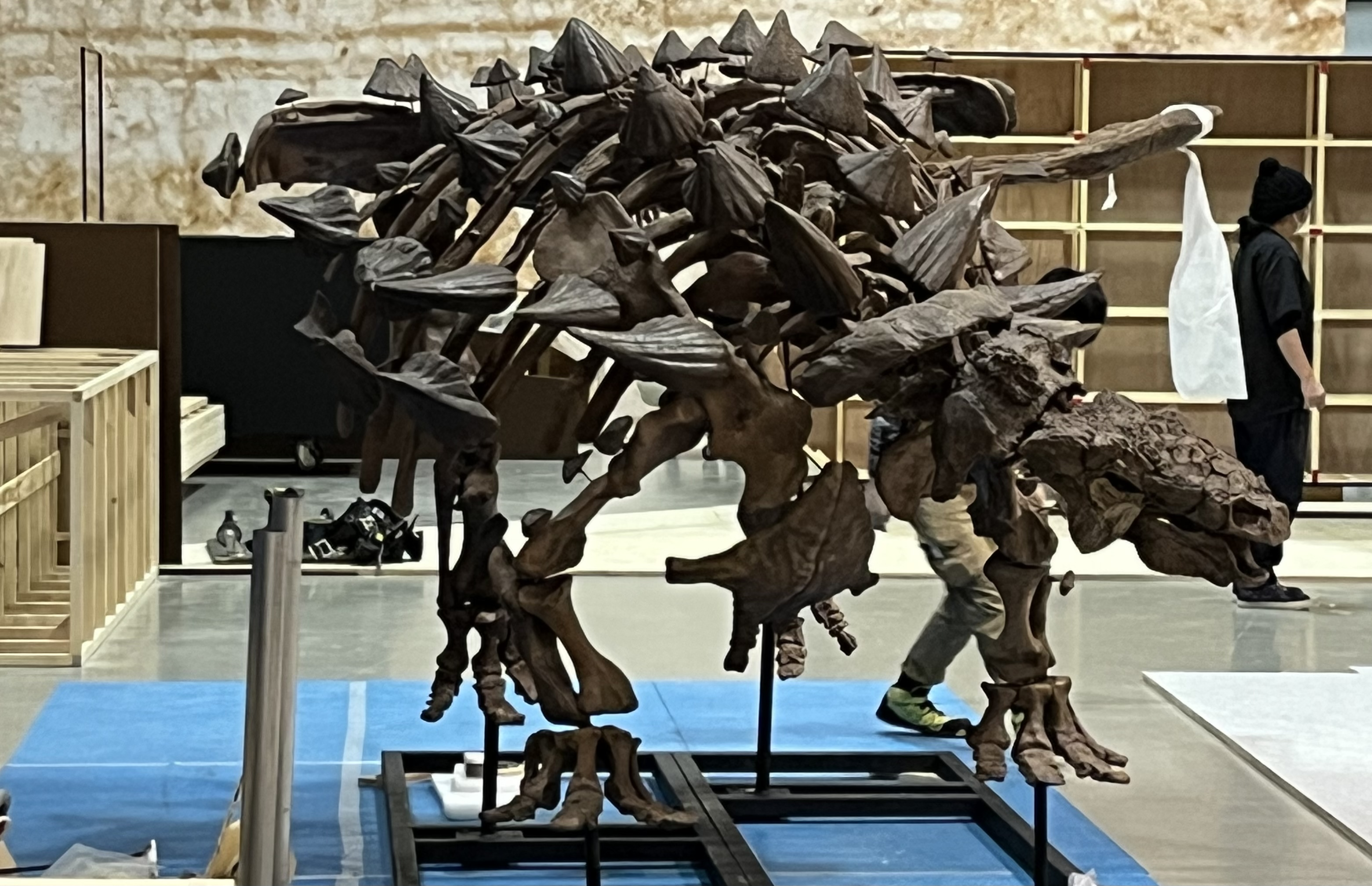
国立科学博物館の特別展で展示されたズールのレプリカ

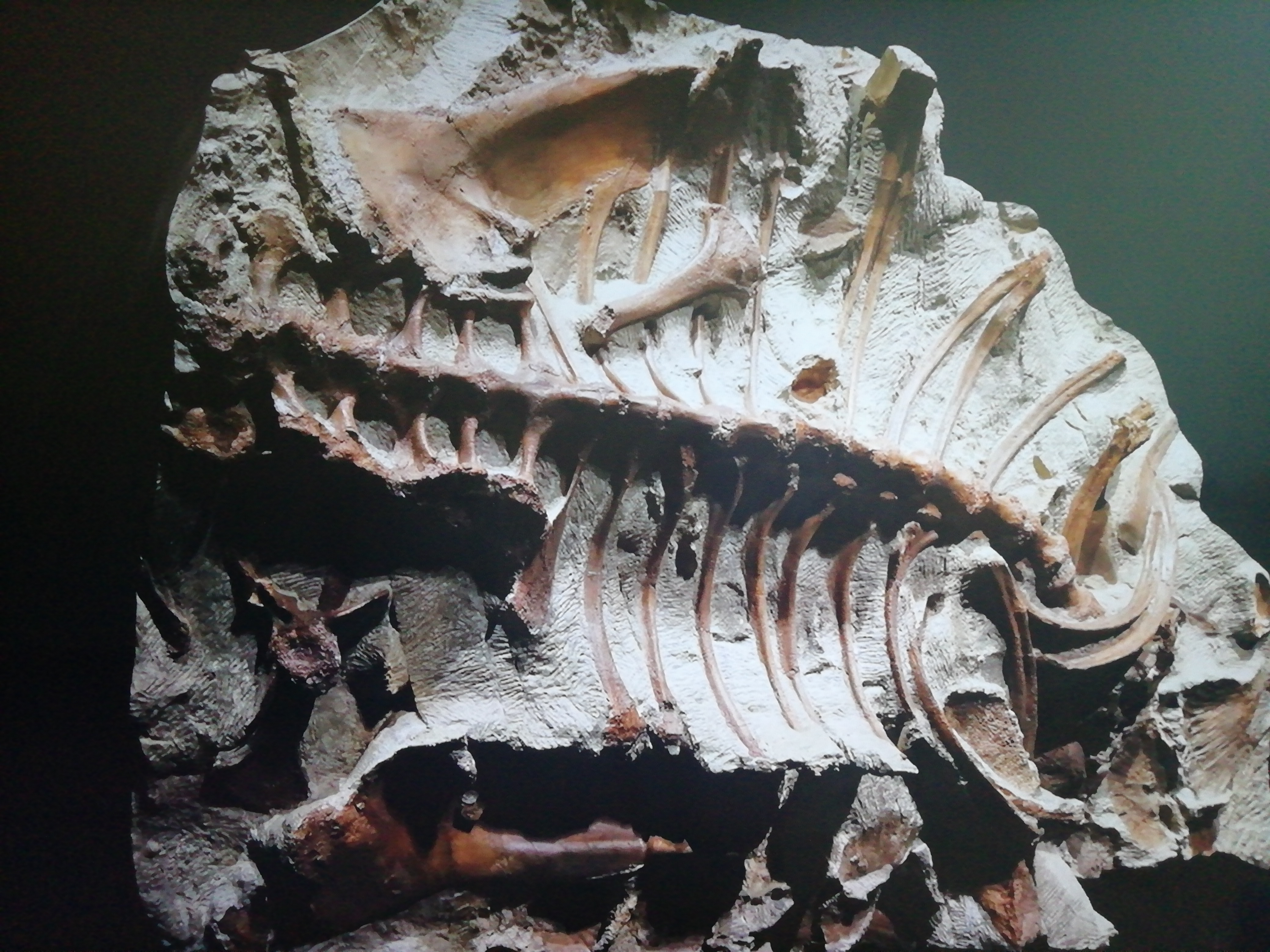
国立科学博物館の展示でズールの胴体を裏から見た化石

ズールは全長約6m、体重約2.5tと推定される。
記載者らはいくつかの特徴を明らかにした。その特徴のいくつかは、他のすべての既知のアンキロサウルス類とズールを明確に区別する独特の派生形質であった。鼻骨、前頭頂骨にある頭骨のアーマータイルは、重なり合っており、上向きになっている。スカルルーフの後端にある鱗状骨の角は、その側面に長く目立つ溝を有する。テールハンマーの柄の骨棘（ハンマー自体は外れている）は、その先端が強くえぐれており、後ろ向きに尖っている。ハンマーは、縦経の5分の1未満の高さで、垂直方向に平らになっている。
他の形質も他のアンキロサウルス類の特徴が平凡に思えるほどユニークである。前頭骨、および眼窩上部の caputegulae という構造はノドケファロサウルスやタラルルスの円錐形のものとは対照的に、ピラミッド型である。鱗状骨の角はスコロサウルスと同じようにスカルルーフの後端に突出するが、アノドントサウルス、エウオプロケファルス、ジアペルタとは異なる。眼窩の後ろにある隆起は小さく、まばらに分布しており、これもまたスコロサウルスのようであるが、アノドントサウルス、エウオプロケファルス、ジアペルタとは異なる。テールハンマーの柄の骨棘は、モンゴルのネメグト累層に見られるピナコサウルスやサイカニアのようなアジア系統のアンキロサウルス類よりも比較的大きいと指摘されている。

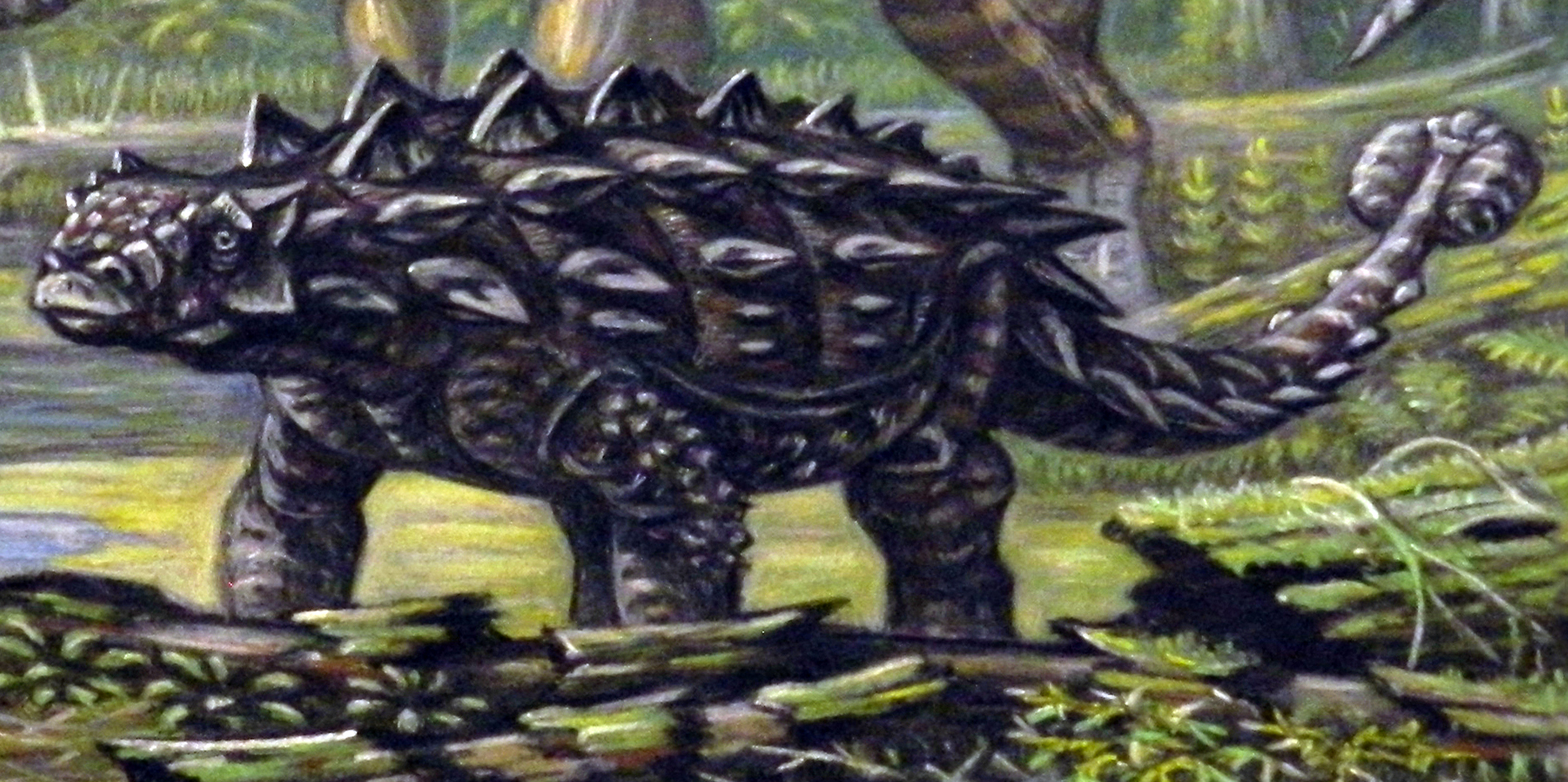
ズールの想像生態復元図